# 王静敏
王静敏（1918年3月—2003年8月4日），河南省洛阳市人。中国人民解放军将领。

## 生平
抗日战争期间，进入新四军工作，任游击支队政治部民运科长，新四军第六支队一总队二大队政治委员。1941年1月起，历任新四军第四师独立旅第二团政治委员，新四军第四师九旅二十七团政治委员。第二次国共内战，历任华东野战军第二纵队六师副政治委员，第二纵队四师政治委员，第三野战军21军61师政治委员，21军政治部主任。
中华人民共和国成立后，担任华东军区空军政治部副主任、主任，南京军区空军政治部第一主任、政治委员。1980年12月，担任南京军区副政治委员等。1964年，被授予少将军衔，获三级八一勋章、二级独立自由勋章、一级解放勋章。2003年8月4日在南京逝世，享年86岁。